# Kip Moore

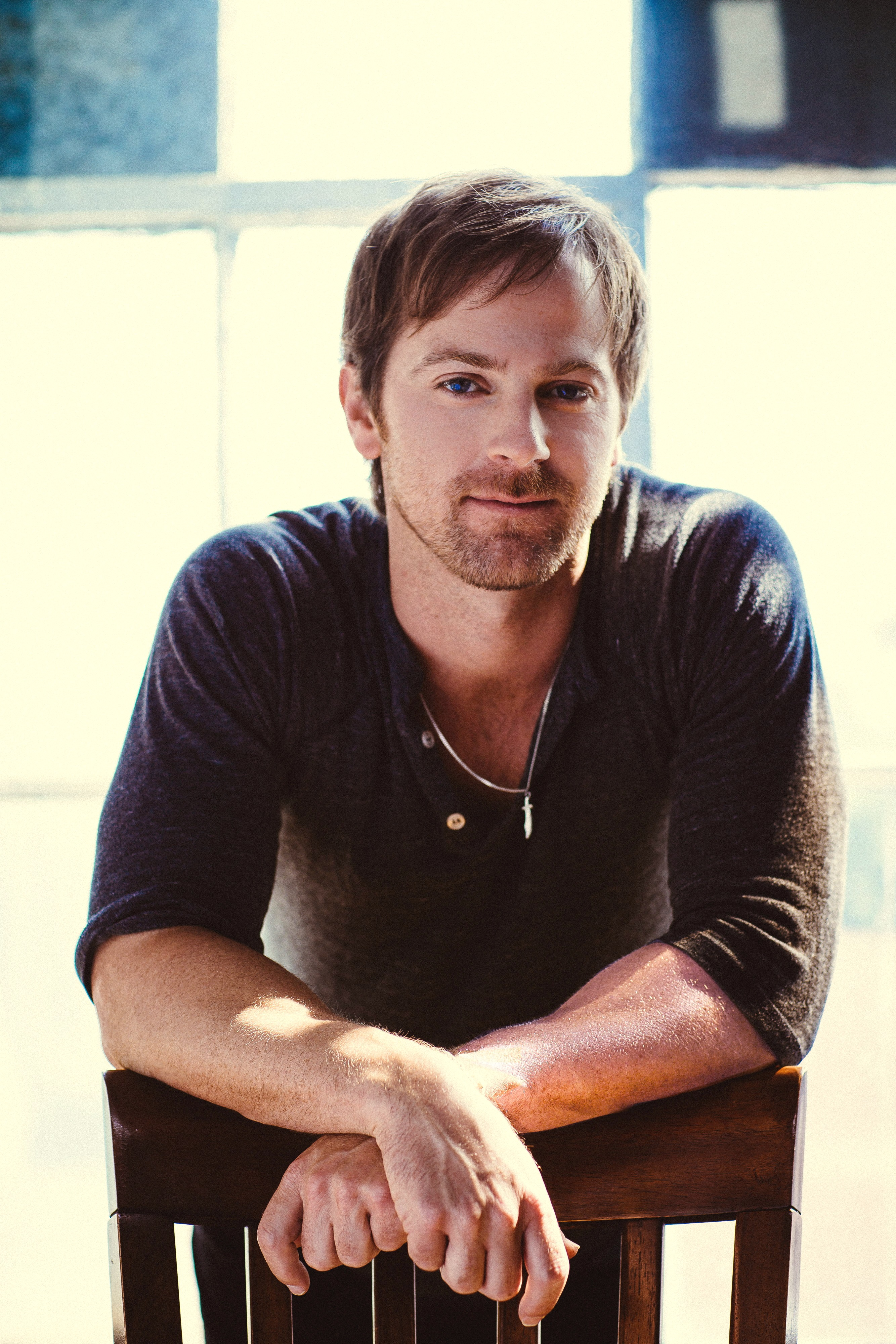
Kip Moore (2013)

Kip Moore (* 1. April 1980 in Tifton, Georgia) ist ein US-amerikanischer Countrysänger.

## Karriere
Kip Moores Vater war Golfprofi und seine Mutter Klavierlehrerin und Malerin. In der Schule interessierte er sich vor allem für Sport und spielte Basketball und Golf. Durch das Golfen bekam er auch ein Stipendium für die Valdosta State University. Dort entdeckte er aber die Musik für sich und trat auch solo und mit Band auf. Nach dem Collegeabschluss nahm er sich aber erst einmal ein halbes Jahr Auszeit auf Hawaii, wo der Entschluss reifte, eine Musikkarriere in Nashville anzustreben.
Während er in der Hauptstadt der Countrymusik ab 2004 bei der Modekette Abercrombie & Fitch arbeitete, bot er nebenbei seine Songs erfolgreich Musikern wie Jake Owen und Thompson Square an. Einen festen Vertrag als Songwriter unterschrieb er 2008 bei Universal Nashville. Danach dauerte es weitere vier Jahre, bis er einen eigenen Plattenvertrag hatte und zusammen mit dem Produzenten Brett James sein Debütalbum Up All Night fertigstellte. Bereits ein Jahr zuvor machte er mit der Single Mary Was the Marrying Kind in den Countrycharts auf sich aufmerksam. Den Durchbruch brachte aber der Song Somethin’ ’Bout a Truck, der im September 2011 erschien. Er stieg immer weiter in den Countrycharts, bis er schließlich Platz 1 erreichte, und in den offiziellen Singlecharts kam er bis auf Platz 29. Das Lied wurde schließlich mit Doppelplatin für zwei Millionen umgesetzte Einheiten ausgezeichnet. Das Debütalbum erreichte daraufhin im Frühjahr 2012 Platz 6 der Albumcharts und verkaufte sich fast eine halbe Million Mal. Mit Beer Money und Hey Pretty Girl enthielt es noch zwei weitere Chartsingles, die beide ebenfalls noch einmal Verkaufsauszeichnungen bekamen.
Ab 2013 begann Moore mit den Arbeiten am zweiten Album. Vorab wurden die Singles Young Love und Dirt Road veröffentlicht, die sich in den Countrycharts aber nur zwischen Position 20 und 40 platzierten. Da dies nicht die eigenen Erwartungen erfüllte, beschloss er mit dem Label, die bisherigen Arbeiten zu verwerfen und noch einmal von vorne anzufangen. Deshalb dauerte es bis Mitte 2015, bis das Album Wild Ones fertiggestellt war. Die Vorabsingle I’m to Blame schaffte es gerade so in die offiziellen Charts, kam aber in den Countrycharts nicht über Platz 24 hinaus. Und auch das Album konnte nicht an den Debüterfolg heranreichen. Auch wenn es in der Einstiegswoche mit Platz 4 in den offiziellen und Platz 2 in den Countrycharts höhere Platzierungen erreichte, blieben die Verkaufszahlen weit hinter denen des ersten Albums.
Bereits im Oktober 2016 erschien zwischendurch eine EP mit zwei Studio- und drei Liveaufnahmen, die sich wiederum in den Charts platzieren konnte. Anfang 2017 wurde mit More Girls like You der erste Song in der Vorphase eines neuen Albums veröffentlicht.

## Diskografie

### Studioalben
| Jahr | Titel        | Höchstplatzierung, Gesamtwochen, AuszeichnungChartplatzierungen (Jahr, Titel, Platzierungen, Wochen, Auszeichnungen, Anmerkungen) | Höchstplatzierung, Gesamtwochen, AuszeichnungChartplatzierungen (Jahr, Titel, Platzierungen, Wochen, Auszeichnungen, Anmerkungen) | Anmerkungen                             |
| Jahr | Titel        | US | Country | Anmerkungen                             |
| ---- | ------------ | --- | --- | --------------------------------------- |
| 2012 | Up All Night | US6 Platin · (66 Wo.)US | Country3 (78 Wo.)Country | Erstveröffentlichung: 24. April 2012    |
| 2015 | Wild Ones    | US4 (4 Wo.)US | Country2 (36 Wo.)Country | Erstveröffentlichung: 21. August 2015   |
| 2017 | Slowheart    | US10 (2 Wo.)US | Country3 (6 Wo.)Country | Erstveröffentlichung: 8. September 2017 |
| 2020 | Wild World   | US36 (1 Wo.)US | Country5 (2 Wo.)Country | Erstveröffentlichung: 29. Mai 2020      |
| 2023 | Damn Love    | — | Country39 (1 Wo.)Country | Erstveröffentlichung: 28. April 2023    |

### EPs
| Jahr | Titel                                | Höchstplatzierung, Gesamtwochen, AuszeichnungChartplatzierungen (Jahr, Titel, Platzierungen, Wochen, Auszeichnungen, Anmerkungen) | Höchstplatzierung, Gesamtwochen, AuszeichnungChartplatzierungen (Jahr, Titel, Platzierungen, Wochen, Auszeichnungen, Anmerkungen) | Anmerkungen                             |
| Jahr | Titel                                | US | Country | Anmerkungen                             |
| ---- | ------------------------------------ | --- | --- | --------------------------------------- |
| 2016 | Underground                          | US97 (1 Wo.)US | Country12 (1 Wo.)Country | Erstveröffentlichung: 28. Oktober 2016  |
| 2018 | Room to Spare: The Acoustic Sessions | — | Country20 (1 Wo.)Country | Erstveröffentlichung: 16. November 2018 |

### Singles
| Jahr | Titel Album                                              | Höchstplatzierung, Gesamtwochen, AuszeichnungChartplatzierungen (Jahr, Titel, Album, Platzierungen, Wochen, Auszeichnungen, Anmerkungen) | Höchstplatzierung, Gesamtwochen, AuszeichnungChartplatzierungen (Jahr, Titel, Album, Platzierungen, Wochen, Auszeichnungen, Anmerkungen) | Anmerkungen                                                                                    |
| Jahr | Titel Album                                              | US | Country | Anmerkungen                                                                                    |
| --- | -------------------------------------------------------- | --- | --- | ---------------------------------------------------------------------------------------------- |
| 2011 | Mary Was the Marrying Kind Up All Night (Deluxe Edition) | — | Country45 (19 Wo.)Country | Erstveröffentlichung: 14. März 2011 Autoren: K. Moore, S. Stepakoff, D. Couch                  |
| 2011 | Somethin’ ’Bout a Truck Up All Night                     | US29 ×3Dreifachplatin · (20 Wo.)US | Country1 (36 Wo.)Country | Erstveröffentlichung: 26. September 2011 Autoren: K. Moore, D. Couch                           |
| 2012 | Beer Money Up All Night                                  | US51 Platin · (20 Wo.)US | Country7 (32 Wo.)Country | Erstveröffentlichung: 9. Juli 2012 Autoren: K. Moore, B. Daly, T. Verges                       |
| 2013 | Hey Pretty Girl Up All Night                             | US41 Platin · (20 Wo.)US | Country8 (30 Wo.)Country | Erstveröffentlichung: 28. Januar 2013 Autoren: K. Moore, D. Couch                              |
| 2013 | Young Love –                                             | — | Country26 (20 Wo.)Country | Erstveröffentlichung: 25. November 2013 Autoren: K. Moore, D. Couch, W. Davis                  |
| 2014 | Dirt Road –                                              | — | Country35 (18 Wo.)Country | Erstveröffentlichung: 15. April 2014 Autoren: K. Moore, D. Couch, W. Davis                     |
| 2015 | I’m to Blame Wild Ones                                   | US100 Gold · (1 Wo.)US | Country24 (30 Wo.)Country | Erstveröffentlichung: 2. Februar 2015 Autoren: K. Moore, J. Weaver, W. Davis                   |
| 2016 | Running for You Wild Ones                                | — | Country25 (29 Wo.)Country | Erstveröffentlichung: 12. Oktober 2015 Autoren: K. Moore, T. Verges, B. Daly                   |
| 2017 | More Girls like You Slowheart                            | US66 Gold · (12 Wo.)US | Country8 (35 Wo.)Country | Erstveröffentlichung: 10. Februar 2017 Autoren: K. Moore, S. L. Olsen, J. Miller, D. A. Garcia |
| 2017 | Last Shot Slowheart                                      | US53 Gold · (8 Wo.)US | Country12 (30 Wo.)Country | Erstveröffentlichung: 20. November 2017                                                        |
| 2019 | She’s Mine –                                             | US— GoldUS | Country24 (32 Wo.)Country | Erstveröffentlichung: 9. August 2019                                                           |
| Folgende Lieder erschienen nicht als Single, wurden aber durch das Album zum Download und Streaming bereitgestellt und konnten somit eine Platzierung erlangen: |                                                          | | |                                                                                                |
| |                                                          | | |                                                                                                |
| 2015 | Wild Ones                                                | — | Country37 (1 Wo.)Country | Autoren: K. Moore, C. DeStefano, Brett James                                                   |

Weitere Singles
- 2019: The Bull

## Auszeichnungen für Musikverkäufe
| Goldene Schallplatte - Kanada - 2013: für die Single Hey Pretty Girl - 2017: für die Single More Girls Like You - 2020: für die Single She’s Mine Platin-Schallplatte - Australien - 2023: für die Single Somethin’ ’Bout a Truck - 2023: für die Single The Bull |

Anmerkung: Auszeichnungen in Ländern aus den Charttabellen bzw. Chartboxen sind in ebendiesen zu finden.
| Land/RegionAuszeichnungen für Musikverkäufe (Land/Region, Auszeichnungen, Verkäufe, Quellen) | Gold     | Platin     | Verkäufe  | Quellen         |
| -------------------------------------------------------------------------------------------- | -------- | ---------- | --------- | --------------- |
| Australien (ARIA)                                                                            | —        | 2× Platin2 | 140.000   | aria.com.au     |
| Kanada (MC)                                                                                  | 3× Gold3 | —          | 120.000   | musiccanada.com |
| Vereinigte Staaten (RIAA)                                                                    | 4× Gold4 | 6× Platin6 | 8.000.000 | riaa.com        |
| Insgesamt                                                                                    | 7× Gold7 | 8× Platin8 |           |                 |